# Herb gminy Branice
Herb gminy Branice – symbol gminy Branice.

## Wygląd i symbolika
Herb przedstawia na tarczy w polu niebieskim popielato-srebrną centralnie usytuowaną wieżę symbolizującą kościół pw. Wniebowzięcia NMP w Branicach. Po (heraldycznie) prawej stronie złota włócznia świętego Maurycego, po lewej takiż pastorał z maleńką majuskułą „N”. Trzy, pionowo usytuowane elementy spięte z tyłu srebrno-czerwoną wstęgą z końcami unoszącymi się do góry. W wersji pełnej po obu stronach tarczy znajdują się złote, ukoronowane lwy z czerwonymi językami. Lwy zwrócone są ku tarczy, ujmujące ją przednimi łapami, natomiast tylne ich łapy podtrzymują ją od dołu. Ogony lwów powiązane. Nad tarczą umieszczony złoty wieniec zbożowy, podrysowany czerwoną szarfą, opierającą się niemal na łbach lwów. Na szarfie złotymi literami widnieje napis „Gmina – Branice – Gmina”. We wnętrzu wieńca zbożowego ciemnoczerwony wizerunek węża Eskulapa.